# Yo soy Betty, la fea
Yo soy Betty, la fea (letterlijk: ik ben Betty, de lelijke), ook bekend als "Betty la fea", was een populaire Colombiaanse telenovelle, geschreven door Fernando Gaitán en uitgezonden tussen 1999 en 2001 door het Colombiaanse tv-station RCN. Het Belgische Sara, het Nederlandse Lotte en het Amerikaanse Ugly Betty zijn allemaal op deze show gebaseerd.
De show draait rond Beatriz Pinzón Solano (kortweg: Betty), een onaantrekkelijke maar intelligente vrouw die werkt voor het modebureau 'Eco Moda'. Dagelijks moet ze de pesterijen van haar collega's ondergaan, maar gaandeweg evolueert ze: ze maakt promotie en krijgt een relatie met haar baas.
Betty studeerde af (Magna Cum Laude) aan de universiteit met een bachelor in economie en een master in financiën. Ze spreekt vloeiend Engels en Frans maar slaagt er niet in een baan te vinden (zij wijt dit aan de foto die ze bij elke sollicitatie mee opstuurt). Als ze dan eens solliciteert zonder foto (bij Eco Moda), grijpt ze nog naast de baan, want de knappe Patricia Fernández (die toevallig de beste vriendin is van de verloofde van Armando) heeft de baan gekregen.
Armando Mendoza is de CEO van Eco Moda, en vertrouwt Patricia niet. Hij denkt dat zij is ingehuurd door zijn verloofde om hem te bespioneren. Hij besluit dan maar om zowel Betty als Patricia aan te nemen.
De show was enorm populair in Latijns-Amerikaanse landen. En daar bleef het niet bij: ook in Spanje, India, Indonesië, Polen, Bulgarije, Roemenië, Maleisië, Hongarije, Tsjechië, de Dominicaanse Republiek, Italië, Zwitserland, Japan, Turkije, de Filipijnen en China werd de originele reeks uitgezonden. Daarnaast werden ook vele lokale versies gemaakt: Jassi Jaissi Koi Nahin in India, Esti Ha'mechoeret  in Israël, Verliebt in Berlin in Duitsland, Ne Rodis' Krasivoy in Rusland, Sensiz Olmuyor in Turkije, Lotte in Nederland, Sara in België, Ugly Betty in de Verenigde Staten, Ošklivka Katka in Tsjechië en Le destin de Lisa als Franse versie.